# Elgin (hrabstwo Lancaster)
Elgin – jednostka osadnicza w Stanach Zjednoczonych, w stanie Karolina Południowa, w hrabstwie Lancaster.